# 皮埃爾·泰拉伊·德·巴亞爾

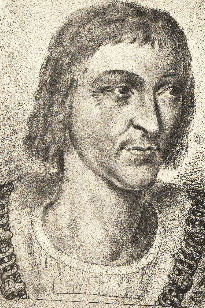
巴亚尔骑士

巴亚尔领主皮埃尔·泰拉伊（法語：Pierre Terrail, seigneur de Bayard，1473年—1524年4月30日）是法国贵族與騎士，綽號「英勇無畏」、「無可挑剔的騎士」，通稱巴亚尔骑士（Chevalier de Bayard），同時代的歐洲人，一致認為他是最完美的軍人和騎士；然而，他更喜歡當代人給予他「好騎士」（le bon chevalier）的暱稱，因為此稱呼是基於大家一致認可他的仁慈、歡樂討喜和善良而來。

## 生平

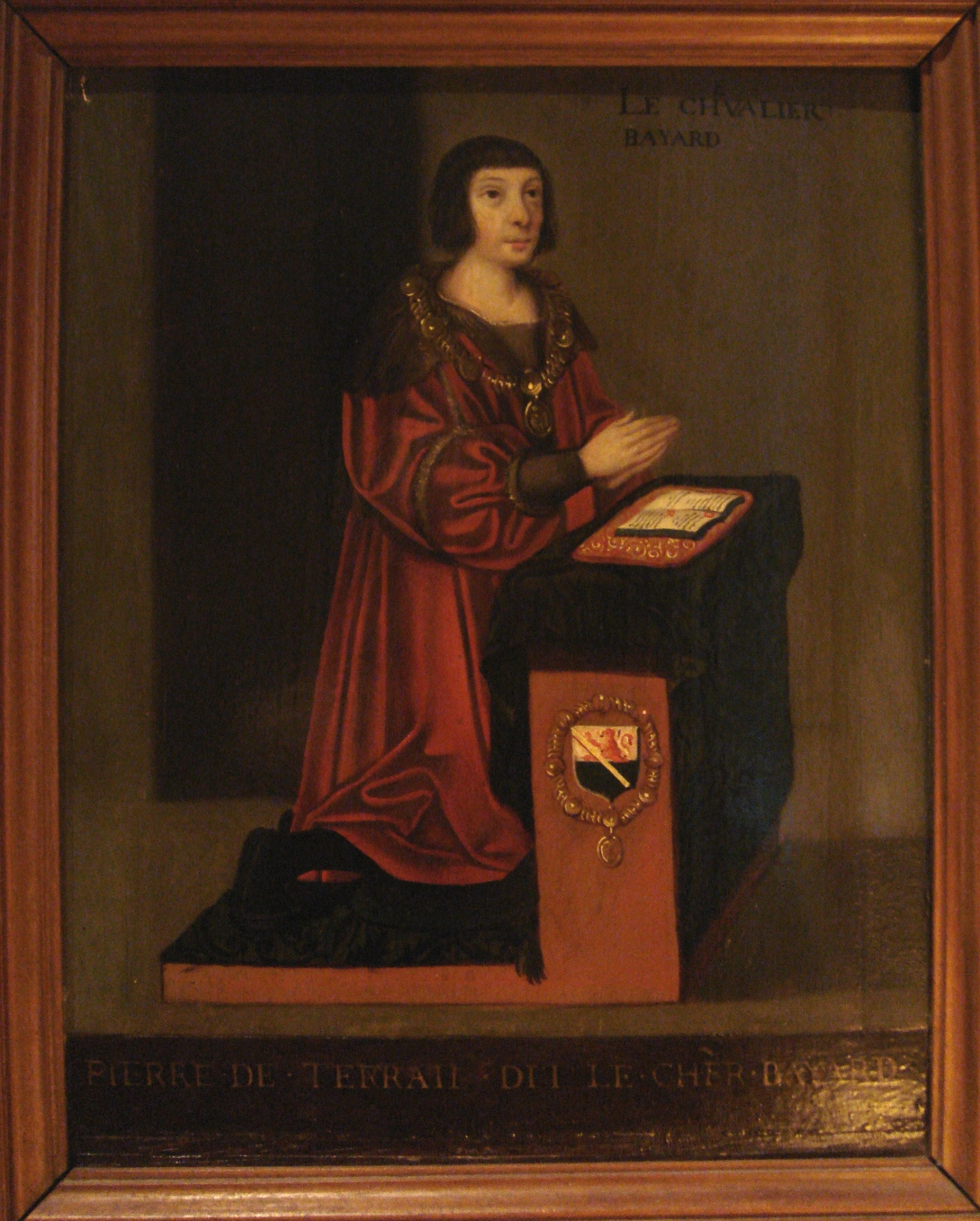
16世紀法國學院畫的巴亚尔骑士

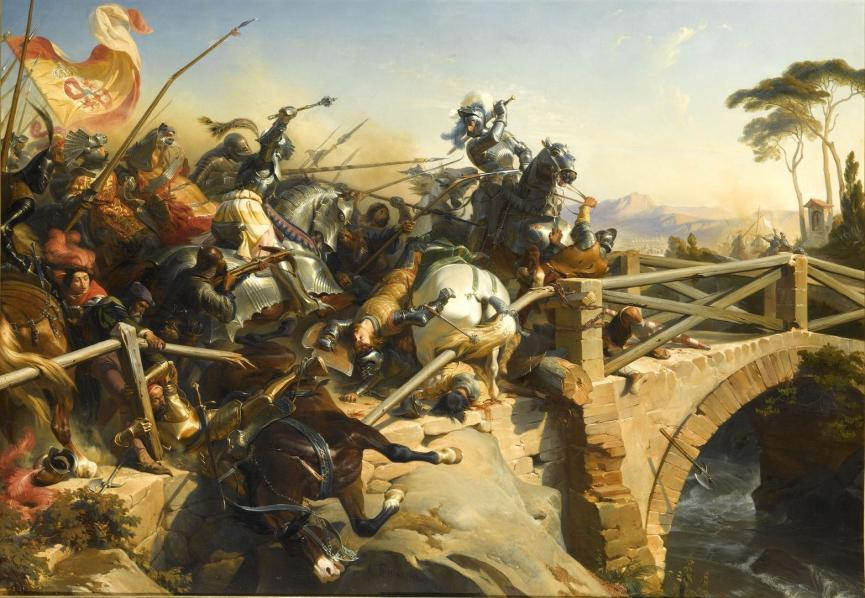
義大利戰爭中，1503年加里格里亞諾戰役時的巴亚尔

1476年巴亚尔出生於法國伊澤爾省蓬沙拉附近的巴亞爾城堡。年輕時，他是薩伏依公爵的侍衛，後來投靠法王查理八世，與查理在1494年一起出征義大利南部的那不勒斯王國，並在福尔诺沃战役中揚名。從此開始他在數十年義大利戰爭中的一世英名。
法王路易十二時期（1498-1515），巴亚尔又參加了義大利戰爭中，征服米蘭公國的戰役和那不勒斯的遠征，與西班牙-德意志聯軍激戰，對佔領義大利的許多地區立有戰功。他在保護加里格里亞諾橋時，曾單槍匹馬力敵一位西班牙騎兵，並救助了一支遭突襲的軍隊。他在1507年的一場一手半劍比試中，擊敗了當時西班牙的第一名將科爾多瓦。
在後來義大利戰爭的阿尼亞德洛大捷、圍攻帕多瓦，以及與教宗儒略二世作戰的各次戰役中，他都有卓越表現。在攻打布雷亞的戰役中他身負重傷，但以後又參加了拉文納戰役 (1512年)，當法軍主帥加斯東·德·福瓦（法王路易十二的姪子、米蘭總督）戰死時，他負責接下來的追擊。他後來在跟蓋特戰役中被俘，但不久被釋放。
1515年法王即位後，他再次隨國王進入義大利作戰，並在同年的马里尼亚诺战役中表現非凡的勇敢，國王並讓他站著，對跪下的國王授予騎士稱號。
1521年，他倚靠果決和計謀在梅濟耶爾圍城戰以僅僅一千人抵擋住三萬五千人的進攻。

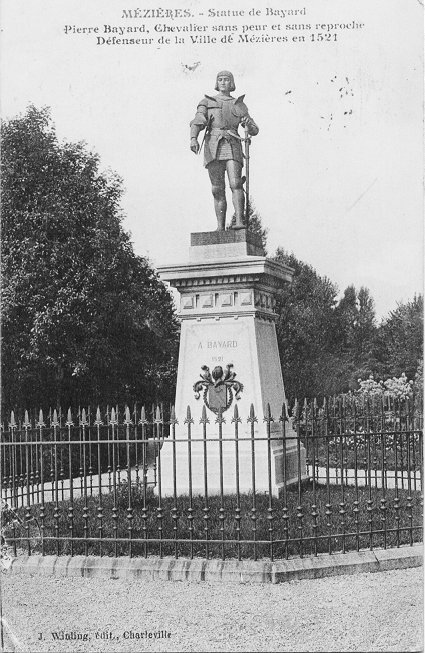
貝亞爾因梅濟耶爾圍城戰而豎立的雕像

## 死亡

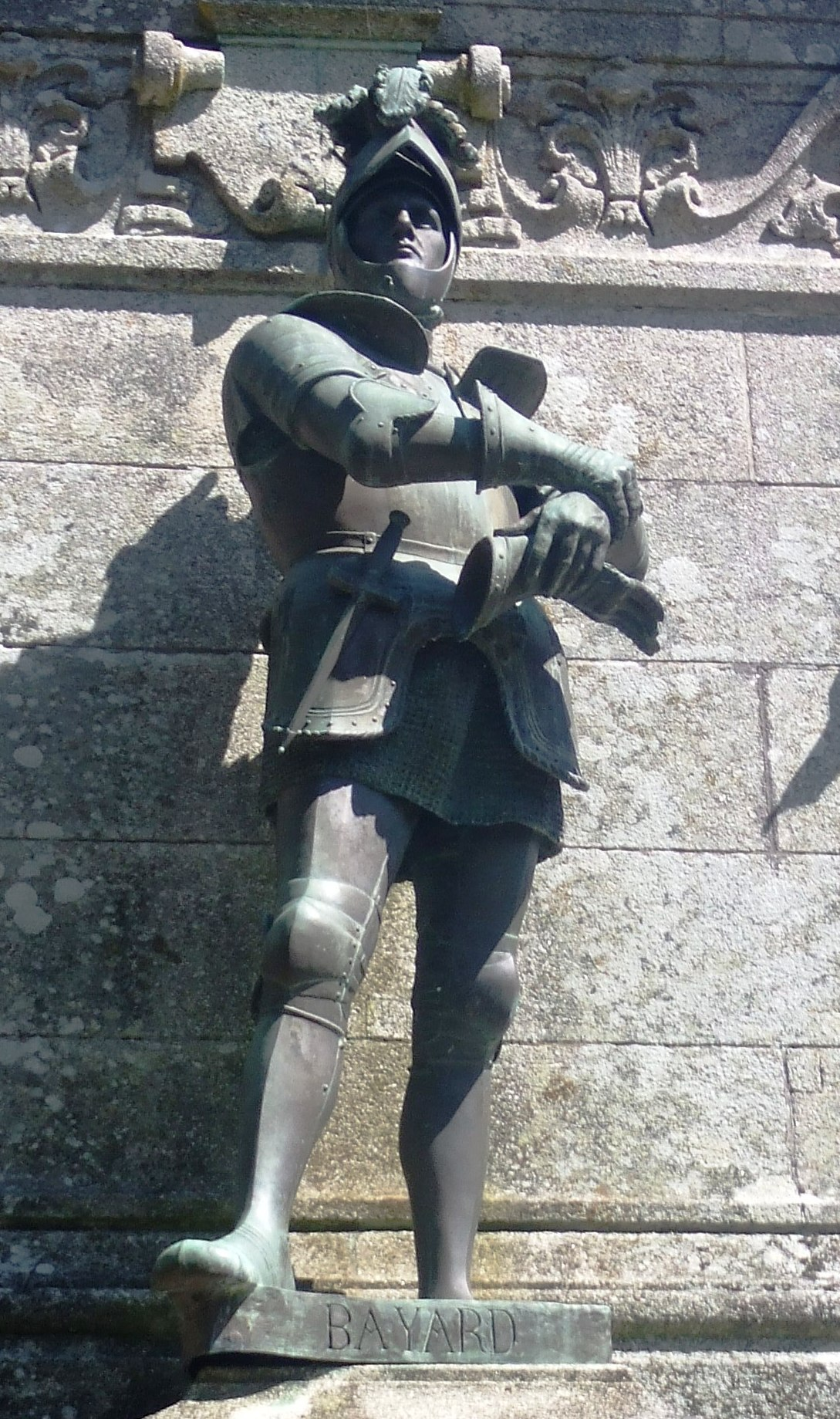
巴亚尔的雕像，1893年制、位於圣安娜多赖

1524年初，一支在義大利的法軍因海軍上將博尼維作戰不利而處境危險，巴亚尔率領這支法軍進行掩護撤退戰，當中他一直與博尼維相伴。這位無能的將軍幾乎使所有的軍隊都受到牽連，當他向阿爾卑斯山撤退時，將後衛部隊託付給巴亚尔，讓巴亚尔掩護他撤退。
巴亚尔在西班牙-德意志先鋒軍的攻擊下奮力堅持，最終使整支軍隊轉危為安。然而，到了4月底，他在羅曼尼亞地區強渡賽基亞河時身受重傷，自知不行的他躺在一棵大樹下等待死亡的來臨。不一會，敵軍主帥夏爾三世·德·波旁（原是法國的王室總管，後被法王沒收財產而一怒下投靠查理五世）惋惜地說：
|  | 「啊！貝亞爾先生，看到你這般光景，我真的很憐憫你，你是如此勇敢的騎士！」 |

巴亚尔則回答說：
|  | 「先生，你完全不必可憐我，我是為正義和國家榮耀，盡責而死；反而我才可憐你，你居然背叛自己的國王、你的祖國，以及你效忠（法王）的誓言！」 |

## 遺產
作為一名士兵，巴亚尔被認為是騎士精神的典範象徵，也是這個時代最有技巧的將軍之一。他以料敵機先的準確性和完整性而聞名，這些關鍵軍情是因為他建立精細的偵察網和苦心安排的間諜系統才獲得。在漫長的戰爭歷史中，他是史上最偉大的騎士領袖之一。
在同時的傭兵部隊中，巴亚尔對他的敵人和他的部下都保持著無私的態度；他以浪漫的英雄主義、虔誠、寬宏大量而得到無上敬重，被稱為「無畏且無可挑剔的騎士（le chevalier sans peur et sans reproche）。他的歡樂和善良使他更常被稱為另一個暱稱──「好騎士」。